# 徐玫怡
徐玫怡（1966年4月22日—），台灣作家，先後以漫畫及親子專欄聞名。

## 生平

### 早年
徐玫怡出生於台南市，畢業於世界新聞專科學校五專部廣播電視科。
1986年進入台灣流行音樂產業，曾擔任音樂市場企劃、專輯企劃以及歌詞創作。
在黃韻玲的「做我的朋友」專輯中，與黃韻玲合寫「我是壞的」

### 漫畫事業
1995年參加時報漫畫金HIGH獎非連環漫畫組比賽，以四格漫畫《姐姐日記》獲得銀HIGH獎。
1996年以相同風格之四格漫畫在中國時報連載，隔年時報文化將之結集成書，出版了第一本漫畫。
1998年與作家張妙如共同創作生活圖文散文，以圖文寫畫為風格，在大塊文化出版。

### 親子專欄
2005年移居法國並懷孕生子後，家庭及育兒生活逐漸成為寫作的主題，此階段為《媽媽寶寶》雜誌撰寫專欄。
2011年攜兒返台學習中文兩年，此階段為《親子天下》雜誌撰寫專欄。
2014返台定居。

## 相關
徐玫怡工作室設計製作的標語毛巾，因日本餐館老闆引用，引起討論。

## 作品列表
| 出版時間 | 書名                   | 其他作者                 |
| -------- | ---------------------- | ------------------------ |
| 1997/08  | 姊姊日記               |                          |
| 1998/07  | 幸福人遊戲             |                          |
| 1998/10  | 交換日記（一）         | 張妙如                   |
| 1999/07  | 交換日記（二）         | 張妙如                   |
| 2000/02  | 還沒看夠，這世界       |                          |
| 2000/03  | 交換日記（三）         | 張妙如                   |
| 2000/07  | 1248797                |                          |
| 2000/10  | 交換日記（四）         | 張妙如                   |
| 2001/06  | 辦公室的椅子坐不住     |                          |
| 2001/08  | 交換日記（五）         | 張妙如                   |
| 2001/11  | 你要去哪裡？           | 釋心道著，徐玫怡繪圖攝影 |
| 2002/06  | 交換日記（六）         | 張妙如                   |
| 2003/03  | 星期三的家事課         |                          |
| 2003/04  | m&m mook               | 張妙如                   |
| 2003/11  | 交換日記（七）         | 張妙如                   |
| 2004/04  | 從這島，到那島         |                          |
| 2004/11  | 交換日記（八）         | 張妙如                   |
| 2005/03  | m&m mook 2：日日是好日 | 張妙如                   |
| 2005/06  | 戀人法庭               | 台北律師公會             |
| 2005/11  | 交換日記（九）         | 示例                     |
| 2006/06  | 交換日記（十）         | 張妙如                   |
| 2008/01  | 交換日記（十一）       | 張妙如                   |
| 2009/06  | 交換日記（十二）       | 張妙如                   |
| 2009/12  | 玩具小家庭             |                          |
| 2010/06  | 交換日記（十三）       | 張妙如                   |
| 2011/12  | 交換日記（十四）       | 張妙如                   |
| 2012/12  | 交換日記（十五）       | 張妙如                   |
| 2013/12  | 交換日記（十六）       | 張妙如                   |
| 2014/06  | 徐玫怡的Mother Style   |                          |
| 2014/12  | 交換日記（十七）       | 張妙如                   |
| 2015/12  | 交換日記（十八）       | 張妙如                   |
| 2016/12  | 交換日記（十九）       | 張妙如                   |
| 2016/12  | 交換日記（二十）       | 張妙如                   |
| 2018/04  | 沒有學校可以嗎？       |                          |
| 2019/08  | 媽媽的福利時代         |                          |